# Јулија Агрикола
Јулија Агрикола (лат. Iulia Agricola, рођена 64.) била је ћерка римског генерала Гнеја Јулија Агриколе и Домиције Децидијане, рођене у славној породици. Недуго након њеног рођења, умро је њен старији брат, који је био тек мало дете. Имала је још једног брата, рођеног 83, који је такође умро у раном детињству.
Године 78, у својој четрнаестој години, удала се за историчара и сенатора Публија Корнелија Тацита. Тацит ће касније написати биографију свог таста.
Јулија и њена мајка су још увек биле живе када је Агрикола умро 93. Не зна се датум Јулијине смрти.